# アルバニア国立図書館
アルバニア国立図書館(アルバニアこくりつとしょかん、アルバニア語: Biblioteka Kombëtare e Shqipërisë） はアルバニアの首都・ティラナに設置された国立図書館。1917年に開始されたアルバニア・オーストリア共同事業によってシュコダルに集められた文物を1920年にティラナに移し、この図書館の中核が作られた。1922年12月10日に正式に開館した。書籍・雑誌・新聞・地図及び地図帳・マイクロフィルムが総計約100万点収蔵されている。

## 収蔵点数の変化
アルバニア国立図書館の収蔵点数の変化は下表に示すとおりである。
| 時期   | 収蔵点数  | 備考                 |
| ------ | --------- | -------------------- |
| 1922年 | 6,000     | 開館時               |
| 1945年 | 15,000    | 第二次世界大戦終戦時 |
| 1947年 | 100,000   |                      |
| 2003年 | 1,000,000 |                      |